# Отто Макс Йоганнес Єкель
Отто Макс Йоганнес Єкель (нім. Otto Max Johannes Jaekel; 1863—1927) — німецький геолог і палеонтолог, засновник Німецького палеонтологічного товариства, член-кореспондент Петербурзької академії наук (1911).
Автор майже 200 статей і монографій.

## Біографія

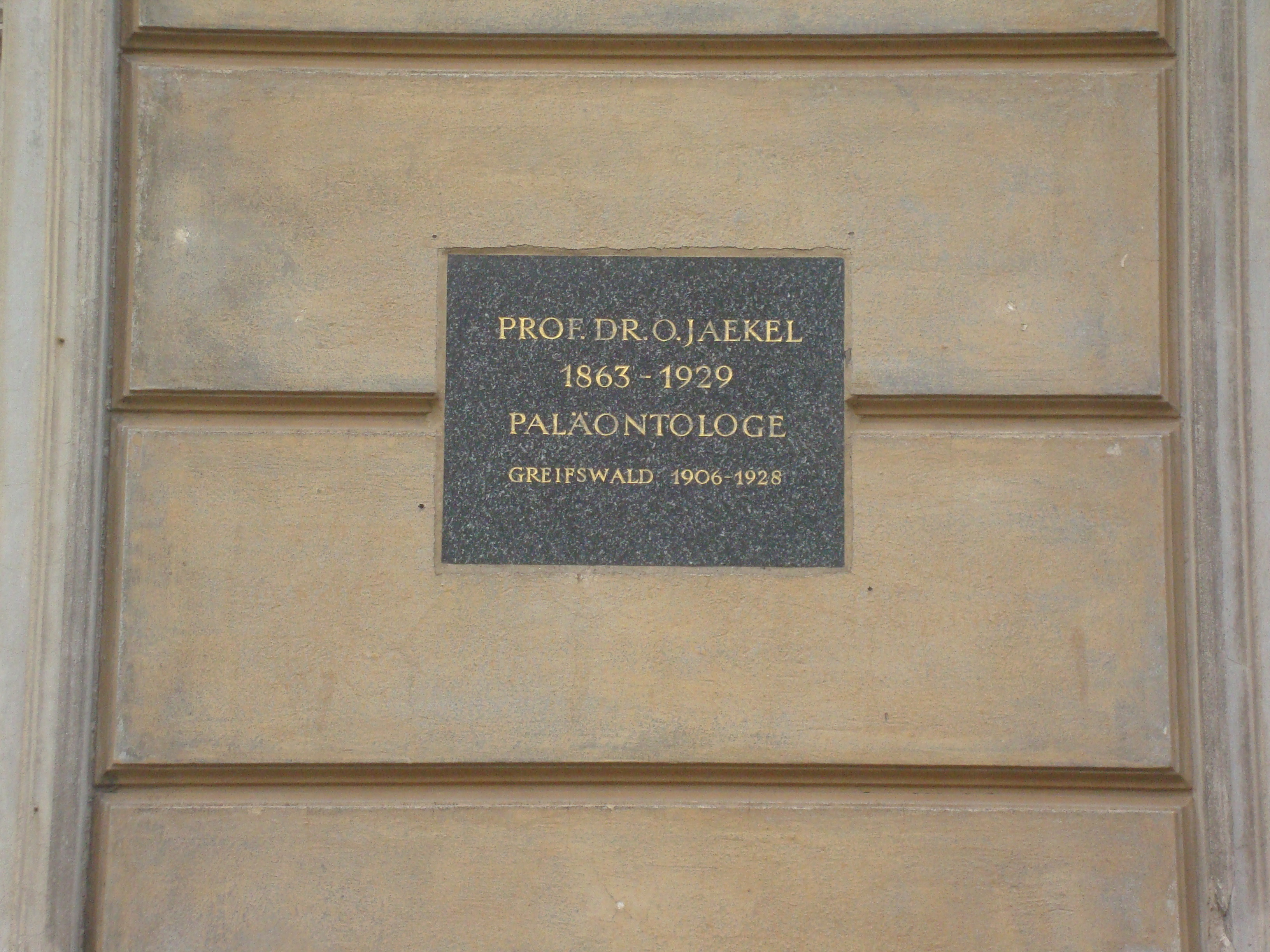
Пам'ятна дошка в Грайфсвальді

Народився 21 лютого 1863 року в місті Нойзальц-на-Одері Прусської Сілезії (нині Нова Суль, Польща).
Отримав якісну освіту в гімназії Лігніці (нині Легниця, Польща), яку він закінчив у 1883 році. Навчання продовжив в Бреслауському університеті (1883—1885), а закінчив у Мюнхенському університеті (1885—1886). Поміж його викладачів були геолог К. Ремер і палеонтолог К. Ціттель. Під керівництвом останнього в 1889 році Йекель захистив докторську дисертацію з палеонтології — «Neue Rekonstruction von Pleuracanthus sessilis Tord. sp. und Polyacrodus Hauffianus E. Fraaś» в Мюнхенському університеті.
Наукову кар'єру Отто Єкель розпочав асистентом в Інституті геології та палеонтології Страсбурзького університету (1887—1889). Після стажування в Лондоні, у 1890 році він отримав посаду приват-доцента в Берлінському університеті. З 1894 року був екстраординарним професором Інституту геології і палеонтології, одночасно був хранителем університетського музею. У 1906 році він покинув Берлін і став працювати професором в Грайфсвальдському університеті, де до 1928 року очолював кафедру палеонтології, читав лекції та займався науковими дослідженнями.
9 листопада 1911 року кандидатуру Отто Єкеля представили для обрання членом-кореспондентом Імператорської Санкт-Петербурзької академії наук з розряду фізичного Фізико-математичного відділення. 10 грудня цього ж року він був затверджений у цьому званні загальними зборами Академії.
У 1912 році з ініціативи Отто Єкеля в Грайфсвальді було створено Німецьке палеонтологічне товариство; важливу роль у популяризації досягнень палеонтологів з різних країн світу зіграв друкований орган Товариства «Palấontologische Zeitschrift». Наукові заслуги вченого були відзначені Геологічним товариством Лондона, членом-кореспондентом якого він був обраний у 1926 році.
У 1928 році Отто Макс Йоганнес Єкель вийшов на пенсію і прийняв запрошення китайського Національного університету Сунь Ятсена в Гуанчжоу, зайняти посаду професора палеонтології та організувати при університеті палеонтологічний і геологічний інститути. На початку 1929 року вчений, будучи у Пекіні, куди він приїхав для участі у з'їзді Геологічного товариства Китаю, раптово захворів і незабаром помер 6 березня 1929 року від запалення легенів у німецькому госпіталі Пекіну.